# Vatica paludosa
Vatica paludosa är en tvåhjärtbladig växtart som beskrevs av A.J.G.H. Kostermans. Vatica paludosa ingår i släktet Vatica och familjen Dipterocarpaceae. Inga underarter finns listade i Catalogue of Life.